# Quercus fontanesii
Quercus fontanesii är en bokväxtart som beskrevs av Giovanni Gussone. Quercus fontanesii ingår i släktet ekar, och familjen bokväxter. Inga underarter finns listade.